# Debian-Installer
Debian-Installer ist das Installationsprogramm der Linux-Distribution Debian. Es leitet Schritt für Schritt durch die Installation des Systems. Der Debian-Installer kann auch für die Installation anderer Distributionen angepasst werden, so ist er eines der beiden offiziellen Installationsprogramme von Ubuntu.

## Technik
Der Installer ist modular und erweiterbar aufgebaut. Für die Interaktion mit dem Benutzer hat er sowohl eine ncurses-basierte zeichenorientierte Benutzeroberfläche (TUI) als auch eine graphische Oberfläche auf Basis von GTK-DirectFB. Er nutzt cdebconf, eine Reimplementierung von debconf in C, um bei der Installation das neue System zu konfigurieren.
Unter dem Namen win32-loader gibt es einen Migrationsassistenten von Windows, welcher diverse Einstellungen aus Windows für die Debian-Installation übernimmt und den eigentlichen Installer entweder aus dem Internet bzw. dem Netzwerk oder von einer Installations-CD lädt.
win32-loader war zunächst ein unabhängiges Projekt, für das nur die Netzwerk-Variante zur Verfügung stand. Nach einem langen Aufnahmeprozess wurde es Teil der offiziellen Debian-Distribution.

## Abhängigkeit
win32-loader ist stark abhängig von Projekten wie NSIS, GRUB 2, loadlin und Debian-Installer. Die Inspiration kam durch verwandte Projekte wie Wubi und Instlux.

## Merkmale
- Transparente, automatische Erkennung von 32- oder 64-Bit-Architekturen, wodurch später die entsprechenden Software-Pakete installiert werden.
- Auswertung von eventuell vorhandenen Windows-Konfigurationen (Zeitzone, Proxy etc.), die im Verlauf der Installation übertragen werden.
- Bisher in 87 Sprachen übersetzt. Die anfangs ausgewählte Sprache wird für den gesamten Installationsverlauf als Voreinstellung genutzt.

## Geschichte
Es wurde ursprünglich für die Debian-Version 3.1 (Codename „sarge“) entwickelt, wobei die erste offizielle Veröffentlichung einer Linux-Distribution, mit der es ausgeliefert wurde, Skolelinux Venus (1.0) war.
Anfangs wurde nur die zeichenbasierte Oberfläche angeboten, mit Debian 4.0 (Codename „etch“) wurde die graphische Oberfläche eingeführt.